# KS Bylis Ballsh
Der Klubi Sportiv Bylis Ballsh, kurz KS Bylis Ballsh, ist ein albanischer Fußballverein aus Ballsh. Das Heimstadion Stadion Agush Maca bietet Platz für 6500 Zuschauer. Benannt ist der Verein nach der antiken Ruinenstadt Byllis unweit von Ballsh.

## Geschichte
Der Club wurde 1972 unter dem Namen Ballshi i Ri (Neues Ballsh) gegründet. Von 1995 bis 1998 hieß er FC Bylis. In der Saison 1996/97 nahm er zum ersten Mal in der höchsten albanischen Liga teil, die beiden bisher einzigen Auftritte im europäischen Fußball endeten 1999 in der Qualifikationsrunde des UEFA-Pokals und 2000 in der 1. Runde des UEFA Intertoto-Cups.
Nach mehreren Ab- und Aufstiegen spielte Bylis in der Saison 2013/14 in der Kategoria Superiore, der höchsten albanischen Spielklasse.
Nachdem Vereinspräsident Besnik Kaplanaj beim Spiel seines Klubs gegen KF Laçi Besnik Cela, einen Delegierten des albanischen Fußballverbandes, mit einem Brett niedergestreckt hatte, wurde der KS Bylis Ballsh am 21. März 2014 vom Spielbetrieb ausgeschlossen und Kapplanaj lebenslang für Ämter im Fußball gesperrt. In der Saison 2020/21 stieg der Verein wieder in die zweite albanischen Liga ab. Im Jahr darauf gelang der Wiederaufstieg in der Superliga, aber auch in der Saison 2022/23 gelang der Klassenerhalt nicht.

## Europapokalbilanz
| Saison    | Wettbewerb         | Runde         | Gegner                        | Gesamt | Hin     | Rück    |
| --------- | ------------------ | ------------- | ----------------------------- | ------ | ------- | ------- |
| 1999/2000 | UEFA-Pokal         | Qualifikation | AŠK Inter Slovnaft Bratislava | 1:5    | 1:3 (A) | 0:2 (H) |
| 2001      | UEFA Intertoto Cup | 1. Runde      | FC Universitatea Craiova      | 3:4    | 3:3 (A) | 0:1 (H) |

Gesamtbilanz: 4 Spiele, 1 Unentschieden, 3 Niederlagen, 4:9 Tore (Tordifferenz −5)

## Ehemalige bekannte Spieler
| - Kemal Alomerović - Isli Hidi - Moussa Kaboré - Dimitar Kapinkovski | - Delain Sasa - Daniel Xhafa - Fjodor Xhafa |